# Беорн
Беорн (давн-англ. Beorn) — персонаж роману-казки Дж. Р. Р. Толкіна «Гобіт, або Туди і звідти», людина, яка живе в долинах Андуїну й має здатність обертатися на ведмедя. Під час походу гнома Торіна і його супутників до Самотньої Гори Беорн приймає їх у своєму будинку, а потім бере участь у Битві П'ятьох Воїнств, де його поява призводить до втечі з поля бою армії гоблінів. Згодом стає ватажком людей, відомих як беорнінґи.
На образ персонажа вплинули скандинавська міфологія і англосаксонський епос. Зокрема, Беорн нагадує героя Бьодвара Б'яркі та берсерків з ісландських саг, а також Беовульфа з однойменної давньоанглійської поеми.

## Ім'я
Давньоанглійське слово beorn відоме з англосаксонської поезії, де воно використовувалося як синонім слів «людина», «воїн», «вождь», «герой», але його початковим значенням було «ведмідь». Слово походить від спільного індоєвропейського кореня bher — «яскравий», «коричневий», «брунатний», «темно-жовтий», а його еквівалентом у давньоскандинавській мові є слово bjorn, яке також означає ведмедя. Обидва значення давньоанглійського слова втілюються в образі персонажа, який є людиною, здатною обертатися на ведмедя, що є характерним прийомом для філологічно орієнтованої творчості Толкіна. Український дослідник Ю. Дем'яненко також звертає увагу на давньоанглійське дієслово beornan («горіти», «палати», в сучасній англійській мові трансформувалося в burn з тим же значенням), що відповідає образу персонажа як того, хто «палає гнівом до орків, варгів, інших злих істот». Іменем «Беорн» названі різні історичні та легендарні особи англосаксонського періоду. Найвідомішим із них є Бйорн (Беорн) Залізнобокий, який очолив разом зі своїми братами вторгнення Великої язичницької армії в Англію у 865 році.

## Характеристика
Згідно з описом, цим у «Гобіті», Беорн — височезний і кремезний чоловік із чорним волоссям та густою чорною бородою. Одягається у вовняну безрукавку, яка доходить до колін. У звіриній подобі він виглядає як велетенський чорний ведмідь. Беорн дуже запальний, має мало друзів і безжальний до своїх ворогів, зокрема до гоблінів. Він не їсть м'яса, а вживає в їжу переважно мед та вершки. Беорн — єдиний, хто володіє секретом приготування особливих медових тістечок, які дуже поживні й можуть зберігатися протягом тривалого часу.
Беорн живе один, у верхніх долинах Андуїну між Імлистими Горами й Морок-лісом. Його садиба розташована в діброві. Її оточують засіяні квітами поля, що використовуються як бджолині угіддя. Огорожею служить терновий живопліт, що, ймовірно, є відсиланням до англійського та ірландського фольклору, де терен символізує надприродну природу місцевості та її жителів. У дворі розташовані кілька складених із колод будівель (клуні, стайні й повітки) та довгий низький дерев'яний будинок. У володіннях Беорна живуть і прислуговують розумні тварини, мову яких він розуміє. На захід від його будинку, на річці Андуїн, розташована скеля Каррок, у якій Беорн повибивав східці. Якось уночі Ґандальф побачив його на вершині цієї скелі. Беорн дивився в бік Імлистих Гір і проревів ведмежою мовою: «Настане день, коли вони вигинуть і я повернуся назад!».

## Літературний життєпис
За словами Ґандальфа, походження Беорна точно не відоме. За однією версією, він — ведмідь, нащадок великого стародавнього роду ведмедів, які жили в горах до приходу велетнів. За іншою версією, яку Ґандальф уважав правдоподібнішою, Беорн є людиною, а його предки жили в навколишніх землях ще до того, як туди прибули дракони та гобліни.
20 липня 2941 року Третьої епохи Більбо Торбин разом із гномами й Ґандальфом, урятувавшись від погоні гоблінів і варгів, знайшли притулок у Беорна. Почувши розповідь Ґандальфа про пригоди загону в Імлистих Горах і околицях, Беорн особисто переконався в її правдивості, спіймавши гобліна й варга та допитавши їх. Після двох ночей, проведених у його будинку, Торін і його супутники продовжили подорож. Беорн забезпечив їх їстівними запасами, подарував луки й позичив гномам і гобіту своїх поні для перевезення поклажі з умовою відпустити їх після приходу до кордонів Морок-лісу, а Ґандальфу — коня, на якому той відбув на Білу Раду. Після цього Беорн таємно супроводжував подорожніх до краю лісу, забезпечуючи їм охорону.
Після загибелі дракона Смоґа Беорн взяв участь у Битві П'ятьох Воїнств біля Самотньої Гори, де, виступивши на боці людей, ельфів і гномів, завдав раптового удару по особистій охороні командувача армії гоблінів Болґа, сина Азоґа:
В останню мить з'явився Беорн — ніхто не знав, звідкіля він узявся. Він прийшов сам, у ведмежій подобі, й у своїй люті здавався мало не велетнем. Його рев нагадував гуркіт гармат і барабанів, він розкидав зі своєї путі вовків і ґоблінів, немов пір'їнки. Напавши на них із тилу, він вихором прорвався крізь їхнє кільце. Ґноми все ще боронились, обступивши своїх ватажків на невисокому круглому пагорбі. Тоді Беорн нахилився, підхопив Торіна, який упав, протятий списами, і виніс його з бойовища.

Він швидко повернувся, і лють його подвоїлася, так що ніхто не міг йому протистояти, і жодна зброя, здавалося, його не вражала. Він розметав Болґову охорону, повалив його самого і розтоптав на смерть. Страх охопив ґоблінів, і вони кинулись урозтіч.— Толкін Дж. Р. Р. Розділ 18. Дорога назад // Гобіт, або Туди і звідти / пер. з англ. Олени О'Лір — С. 281
Беорн супроводжував Більбо та Ґандальфа на зворотному шляху до свого будинку, де вони гостювали до весни. На свято йолю Беорн запросив до себе багатьох гостей. Після Битви П'ятьох Воїнств він став володарем великого краю в долинах Андуїну між Імглистими Горами та Морок-лісом. Його нащадки — беорнінґи — ще довго зберігали здатність обертатися на ведмедів. Під час Війни Персня беорнінґами правив його син Ґрімбеорн Старий. Попри те, що мито за прохід через їхню землю, за словами гнома Ґлоїна, було високе, нащадки Беорна все ж таки зберігали традиції свого гостинного предка і торгові шляхи через їхні володіння були абсолютно безпечними — туди не сміли вторгатися ні орки, ні вовки. Після падіння Саурона беорнінґи та їхні сусіди-лісовики отримали у своє володіння центральну частину Морок-лісу, розташовану між королівством Трандуїла на півночі та державою Келеборна на півдні.

## Створення й розвиток
У чернетках повісті персонаж Беорна називався слов'янським словом Medwed (від рос. медведь — «ведмідь»). Таку саму назву спочатку мав один із розділів «Гобіта», згодом перейменований на «Чудернацьку оселю». На думку Дугласа Андерсона, про це слово Толкін дізнався з творчості свого друга Реймонда Чемберса, професора англійської мови в Університетському коледжі Лондона. У дослідженні, присвяченому історіям про синів ведмедів та їх зв'язку з «Беовульфом», Чемберс коротко виклав сюжет російської казки про Івашка-Медведка, напівлюдину-напівведмедя. У начерках «Гобіта» ім'я «Медведко» було англізоване й набуло форми «Medwed». Однак у замітках, написаних після складання присвяченого персонажу розділу, Толкін зазначив про необхідність змінити ім'я і зробив це під час роботи над передостаннім розділом, при описі участі персонажа у Битві П'ятьох Воїнств. Згідно з початковим задумом Толкіна Беорн прибував на битву на чолі війська ведмедів.
Згадка про Ґрімбеорна та беорнінґів у чернетках «Володаря перснів» уперше з'являється при написанні розділу «Ґаладріель» («Дзеркало Ґаладріелі» в опублікованому романі). У ранньому варіанті оповіді Келеборн пропонує членам Братства Персня припинити участь у поході, якщо вони вважають, що їх дій було достатньо; він обіцяє допомогти Ґімлі дістатися країни беорнінґів. Згодом, коли стало очевидним, що ніхто з Братства не може зникнути із сюжету на цій стадії, Толкін перемістив інформацію про беорнінґів у розмову Фродо та Ґлоїна в Рівендолі.

## Джерела натхнення та прототипи

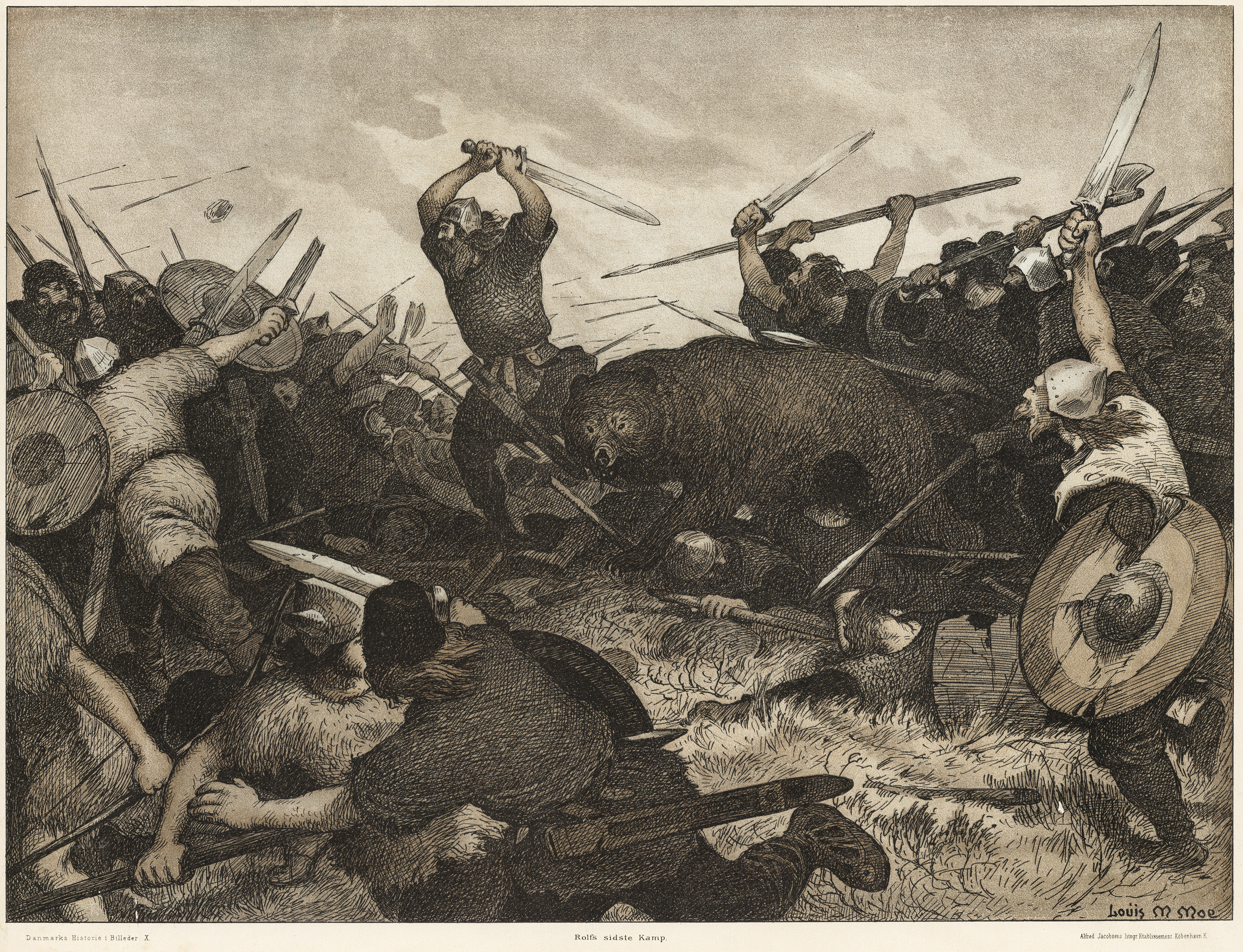
Бьодвар Б'яркі б'ється у ведмежій подобі. Ілюстрація Луїса Му

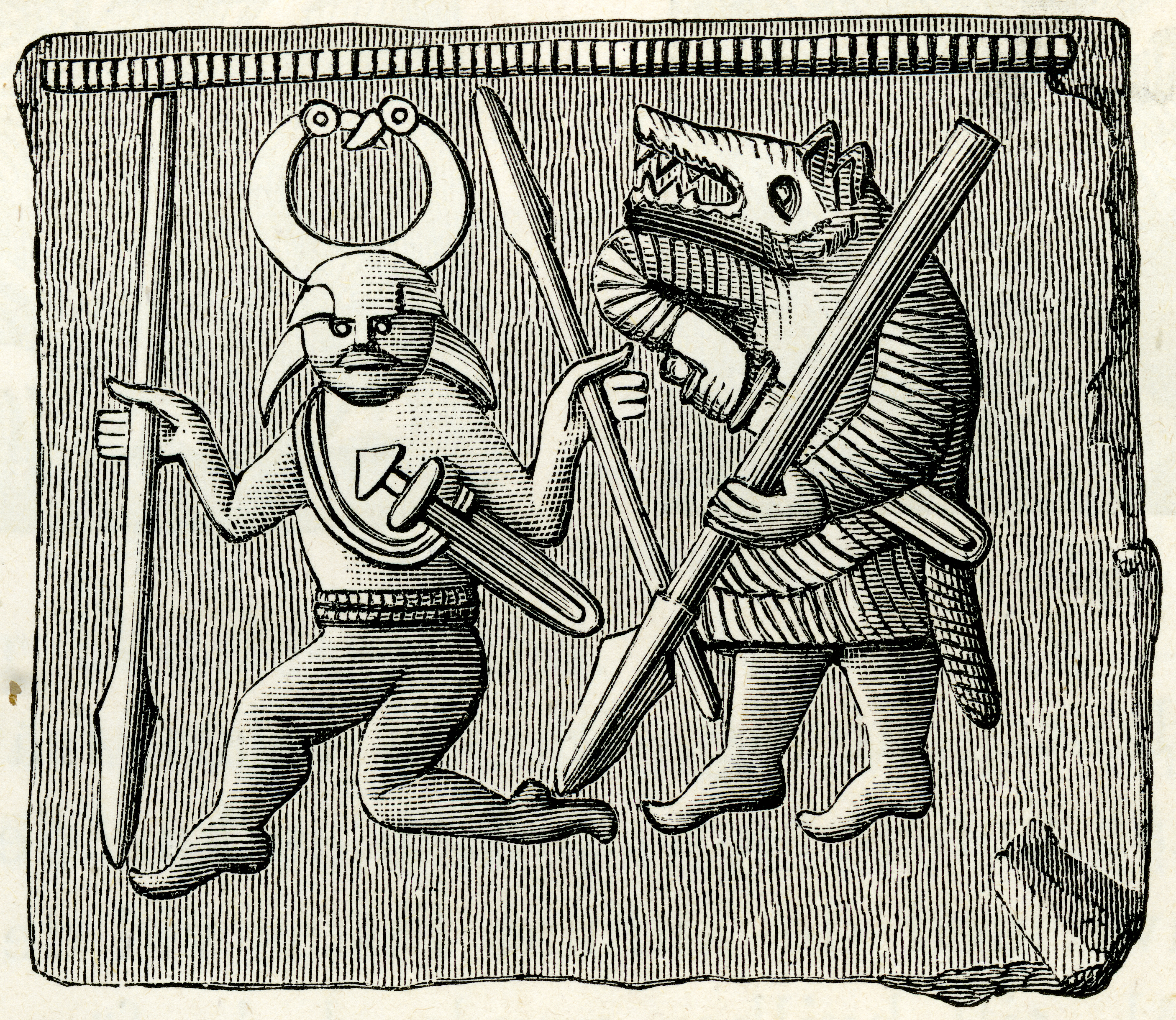
Зображення воїна і берсерка (праворуч) із бронзової пластинки Вендельського періоду (Торслунда, Швеція)